# العلاقات الصينية الكويتية
العلاقات الكويتية الصينية، هي العلاقات الخارجية بين الكويت والصين. ويوجد للكويت سفارة في بكين، وللصين سفارة في مدينة الكويت.

## التاريخ
تُعتبر دولة الكويت أول دولة خليجية عربية تقيم علاقات دبلوماسية مع الصين وذلك في 22 مارس عام 1971، وكانت العلاقات قد نشأت فعلياً قبل إقامة العلاقات الرسمية حينما زار الشيخ الراحل جابر الأحمد الصباح دولة الصين في 1965 والتقى عدداً من المسؤولين هُناك، من أبرزهم رئيس جمهورية الصين آنذاك ليو شاوتشي.
وعلى مدى الأعوام ظلت العلاقات الصينية الكويتية تتطور بشكل سلس بفضل رعاية قيادتي البلدين والجهود المشتركة من الجانبين، مما حقق انجازات مثمرة في كل مجالات التعاون، فتبقى الكويت دائما في مقدمة دول المنطقة في تعاونها مع الصين.
كانت الكويت تدعم سياسة الصين الواحدة، فقد كانت الكويت من الدولة الداعمة لإستحواذ جمهورية الصين الشعبية لمقعدها الدائم في الأمم المتحدة عام 1971. وبالمقابل تؤيد الصين وبحزم في حماية سيادة واستقلال دولة الكويت، كما وقفت الصين إلى جانب الكويت عندما تعرضت للاحتلال من جانب العراق في عام 1990، وشاركت مؤسسة البترول الوطنية الصينية بإطفاء حرائق النفط التي تسببت بها قوات الجيش العراقي، ونجح فريق الإطفاء الصيني في السيطرة على عشرة آبار نفطية مشتعلة في حقل برقان، كما نفذت شركة الهندسة البترولية الصينية مشروع ترميم مصفاة الاحمدي لتكرير النفط.